# زیردریایی یو-۶۵ (۱۹۴۰)
زیردریایی یو-۶۵ (۱۹۴۰) (به انگلیسی: German submarine U-65 (1940)) یک زیردریایی است که طول آن ۷۶٫۵ متر (۲۵۱ فوت) و ارتفاع آن ۹٫۶ متر (۳۱ فوت ۶ اینچ) می‌باشد. این زیردریایی در سال ۱۹۴۰ ساخته شد.